# Rynek Energii
Rynek Energii – dwumiesięcznik, którego tematyka związana jest głównie z obrotem energią cieplną i elektryczną pomiędzy ich wytwórcą i dystrybutorem a odbiorcą i użytkownikiem.
W piśmie poruszane są zagadnienia dotyczące: rynku paliw pierwotnych, ekonomiki pracy urządzeń technologicznych, aspektów ekonomicznych, sposobu pomiaru zużycia energii u odbiorców hurtowych i indywidualnych, oszczędności energii, termorenowacji budynków, budownictwa inteligentnego i emisji zanieczyszczeń.
Rynek Energii uzyskał afiliację International Association for Energy Economics (IAEE). Czasopismo jest indeksowane w Science Citation Index Expanded (znany jako SciSearch) i Journal Citation Reports/Science Edition.
Rynek Energii jest na 38 pozycji wśród 101 polskich czasopism mających przyznany Impact Factor. IF za 2009 rok wynosi 0,626. Tym samym wydawca i jego redaktor naczelny spełnili wszystkie wymagania stawiane przez MNiSW dotyczące przyznania 20 punktów za publikacje w nim zawarte.